# Hubert Harbauer
Hubert Harbauer (* 1. Dezember 1919 in Würzburg; † 19. September 1980 in Frankfurt am Main) war ein deutscher Kinder- und Jugendpsychiater und Hochschullehrer.

## Leben
Nach Kriegsdienst und Studium der Medizin an den Universitäten Würzburg, München und Heidelberg promovierte er 1948 in Heidelberg. Anschließend war Harbauer an der Kinderklinik Köln tätig. Dort baute er die erste heilpädagogisch-kinderpsychiatrische Abteilung an einer deutschen Kinderklinik auf. In Köln habilitierte er sich 1960 bei Carl-Gottlieb Bennholdt-Thomsen. Im Anschluss wechselte er als Oberarzt an die Kinder- und Jugendpsychiatrische Klinik der Universität Marburg. 1967 wurde er auf den Lehrstuhl für Kinder- und Jugendpsychiatrie in Frankfurt am Main berufen. Damit war er der deutschlandweit zweite Lehrstuhlinhaber dieses Faches. In Frankfurt war Harbauer 1969–71 Dekan der Medizinischen Fakultät; 1970–71 war er Vorsitzender der Deutschen Gesellschaft für Kinder- und Jugendpsychiatrie. 1973 begründete er die Zeitschrift für Kinder- und Jugendpsychiatrie mit. Harbauer verstarb überraschend am 19. September 1980 im Alter von 60 Jahren. Am 24. Oktober 1980 hätte er die Ernst-von-Bergmann-Plakette erhalten sollen. Er war Autor des Standardwerkes für Kinder- und Jugendpsychiatrie und generell ein Wegbereiter der Kinder- und Jugendpsychiatrie in Westdeutschland.

## Schriften (Auswahl)
- Die Schizophrenie im Kindesalter, Heidelberg, Med. F., Diss. v. 29. April 1948.
- Geistig Behinderte. Ein Ratgeber für Eltern, Erzieher und Ärzte, Thieme, Stuttgart 1971, ISBN 978-3-13-477101-5.
- Lehrbuch der speziellen Kinder- und Jugendpsychiatrie, 4., neu bearb. u. erw. Aufl., Springer, Berlin/Heidelberg/New York, ISBN 978-3-540-10187-1.
- Kinder- und Jugendpsychiatrie. Leitfaden für die Praxis, 3., überarb. Aufl., Deutscher Ärzte-Verlag, Köln 1984, ISBN 978-3-7691-1062-3.